# 奥德蕾·彻梅奥
奥德蕾·彻梅奥（法語：Audrey Tcheuméo，1990年4月20日—）生于塞纳-圣但尼省邦迪，是一名法国女子柔道运动员，主攻78公斤级。彻梅奥的父母都是喀麦隆人，其中父亲曾是足球选手，母亲曾是手球选手，她同父异母的姐姐Antoinette Nana Djimou是一名田径运动员。彻梅奥14岁时开始练习柔道，在此之前她曾练过足球和拳击。